# Цесарковые
Цеса́рковые (лат. Numididae) — семейство птиц из отряда курообразных, обитающих в Африке и на Мадагаскаре. Один из представителей этого семейства, обыкновенная цесарка, одомашнена.

## Внешний вид
Размер цесарковых составляет от 40 до 70 см. У них короткий, направленный вниз хвост. В отличие от тела, из-за плотного оперения кажущегося кругловатым, голова и шея у цесарковых большей частью не покрыты перьями. Все виды имеют тёмное оперение, испещрённое мелкими круглыми светлыми пятнами.

## Образ жизни
По образу жизни почти не отличаются друг от друга. Держатся стадами в гористых местностях, покрытых густым кустарником и мелким лесом, чередующимся с небольшими открытыми прогалинами. Быстро бегают и неохотно летают, так как полёт быстро их утомляет. Питаются как насекомыми, так и растительной пищей: ягодами, семенами, почками, листьями и пр. Вырывая молодые растения и прорастающие семена, приносят местами значительный вред культурным растениям.

## Размножение
При гнездовании на свободе разделяются, по-видимому, на пары. Гнездом служит ямка на земле. Кладка состоит из 5—8 желтовато-белых яиц.

## Люди и цесарковые
Латинское название семейства происходит от обыкновенной цесарки (Numida meleagris), обитающей в Атласных горах, которые древние греки и римляне называли Нумидиями. Уже в древности началось содержание цесарок в качестве домашних животных. Цесарки легко приручаются, но также легко при подходящих условиях местности дичают. В прошлом таким образом одичали, размножились и сделались отчасти бичом страны цесарки, завезённые на Вест-Индские острова и Ямайку.

## Классификация
Ранее цесарковые считались одним из подсемейств (лат. Numidinae) фазановых птиц (англ. Phasianidae), в составе которого выделяли до 10 видов.
По современной классификации семейство представлено четырьмя родами и восемью видами:
- Тёмные цесарки (Agelastes)
  - Белобрюхая тёмная цесарка (Agelastes meleagrides)

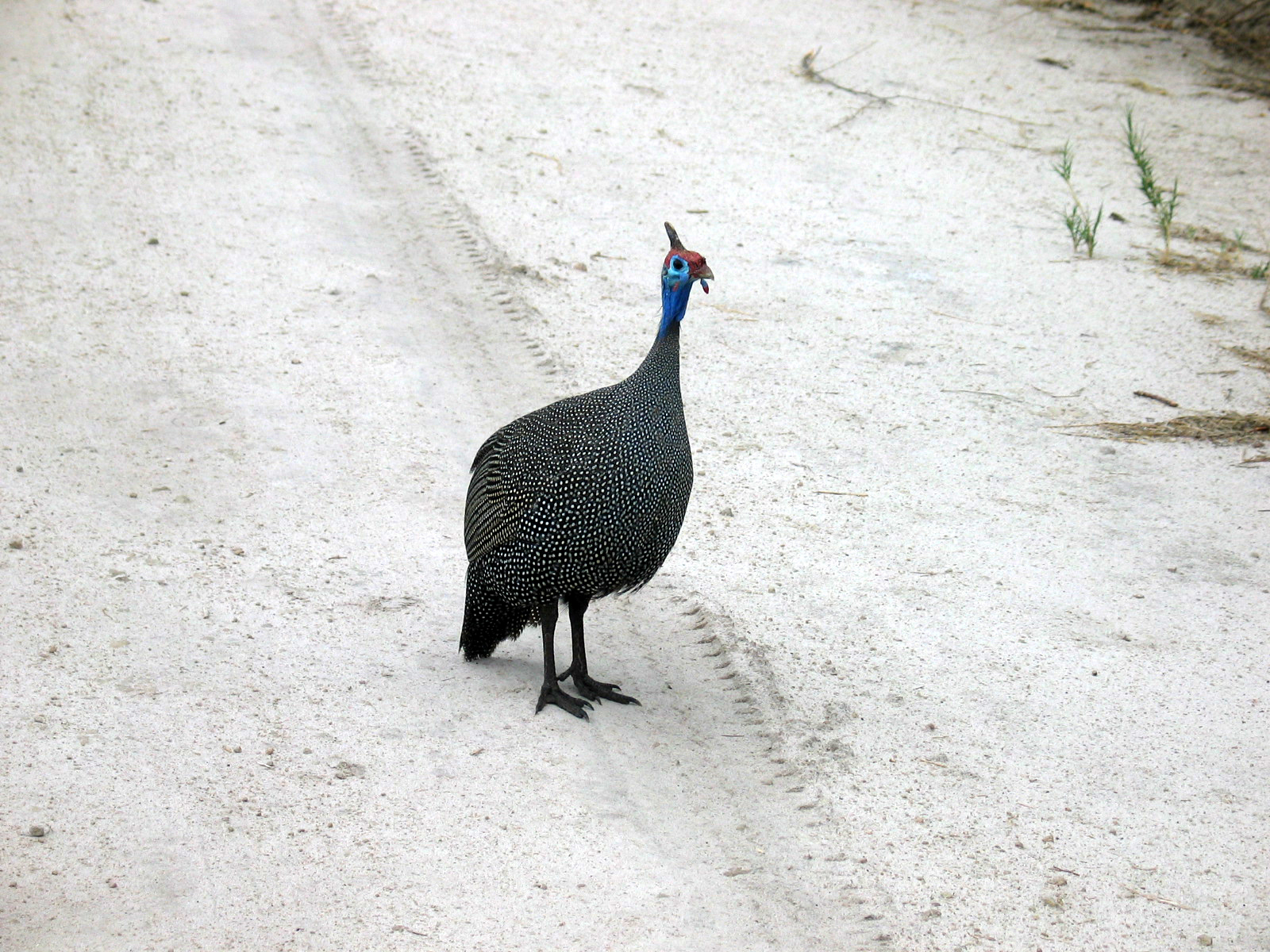
Самый распространённый вид цесарковых — обыкновенная цесарка

  - Чёрная тёмная цесарка (Agelastes niger)
- Цесарки (Numida)
  - Обыкновенная цесарка (Numida meleagris)
- Хохлатые цесарки (Guttera)
  - Гладкохохлая цесарка (Guttera plumifera)
  - Guttera verreauxi
  - Чубатая цесарка (Guttera pucherani)
  - Guttera edouardi
- Грифовые цесарки (Acryllium)
  - Грифовая цесарка (Acryllium vulturinum)

## Краткое описание отдельных видов
Наиболее известный род семейства — цесарки (лат. Numida), содержащий один вид — обыкновенную цесарку. Отличается более или менее голой головой с разнообразными наростами или придатками, слегка крючковатым, сжатым с боков клювом умеренной величины, короткими, округлёнными крыльями и коротким хвостом, прикрытым кроющими перьями.

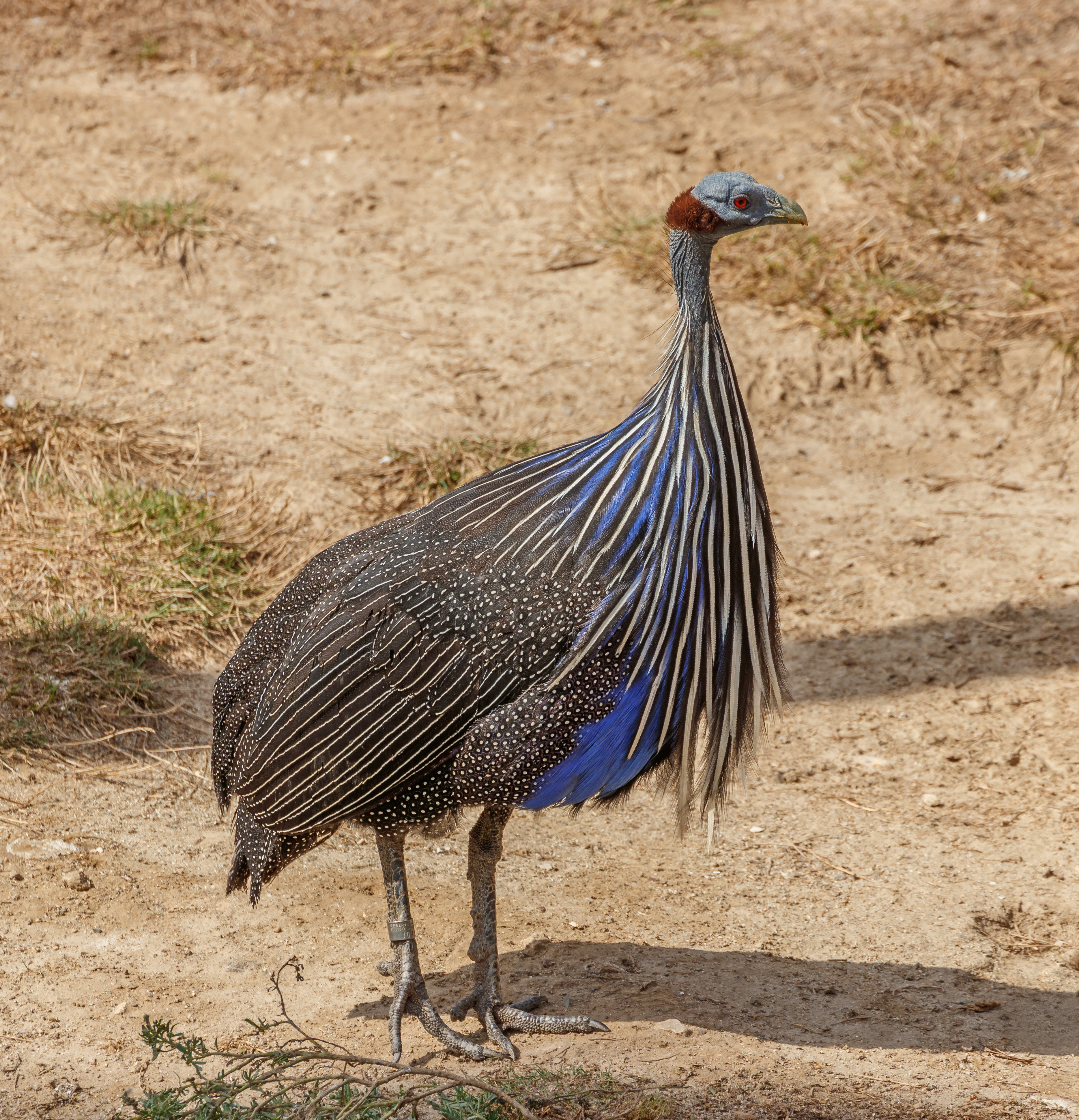
Грифовая цесарка (Acryllium vulturinum)

В Восточной Африке обыкновенна более крупная (до 60 см длиной)  грифовая цесарка (Acryllium vulturinum). Голая голова, почти без наростов, украшена воротником из бархатистых красно-бурых перьев, тянущимся через затылок. Удлинённые перья шеи синего цвета с чёрными и белыми продольными полосками. Оперение груди — чёрное; по бокам — синее. Верхняя сторона тела окрашена, как у обыкновенной цесарки.
В Южной Африке водится чубатая цесарка (Guttera pucherani) с густым пучком перьев на голове.